# Anfiteatro

El Coliseo en Roma, Italia.

El interior del Coliseo en Roma, Italia.

Anfiteatro de las ruinas romanas de Itálica, Santiponce, Sevilla, España.

Un anfiteatro (del Griego antiguo 'amphithéatron') es un tipo de lugar público de la civilización romana, utilizado para acoger espectáculos y juegos como por ejemplo: los munera, luchas de gladiadores, y las venationes, luchas de animales. Los más antiguos se construyeron en madera a finales del siglo II a. C. Este tipo de edificio es una creación romana y no tiene antecedentes ni en Grecia ni en Asia Menor. Los anfiteatros podían ser construidos por una administración pública romana o privados,  emprendido por algunos patricios o élites de ciudades de provincias.
Aparte de su función, la diferencia más notoria entre un anfiteatro y un teatro romano clásico, es que el anfiteatro tiene forma circular u ovalada, mientras que el teatro es semicircular. También hay que diferenciar el anfiteatro del circo, que era utilizado para espectáculos de carreras y tenía una forma elíptica.
El graderío o cávea se divide en ciertas zonas, las cuales son cuatro zonas, siendo la inferior para los senadores y altos cargos de la administración romana, la zona media para la plebe y la superior para las mujeres y los carentes de derechos. Primero se construyeron con piedra tallada, posteriormente se utilizó el hormigón y se dispusieron arquerías y bóvedas.
El anfiteatro más conocido sin duda es el Coliseo de Roma, cuyo nombre era en realidad Anfiteatro Flavio (en latín Amphitheatrum Flavium).

## Catálogo de anfiteatros romanos
Los restos de alrededor de 75 anfiteatros han sido encontrados en varias localidades de lo que en Edad Antigua fue parte del Imperio romano. Entre estas localidades se encuentran:

### Alemania

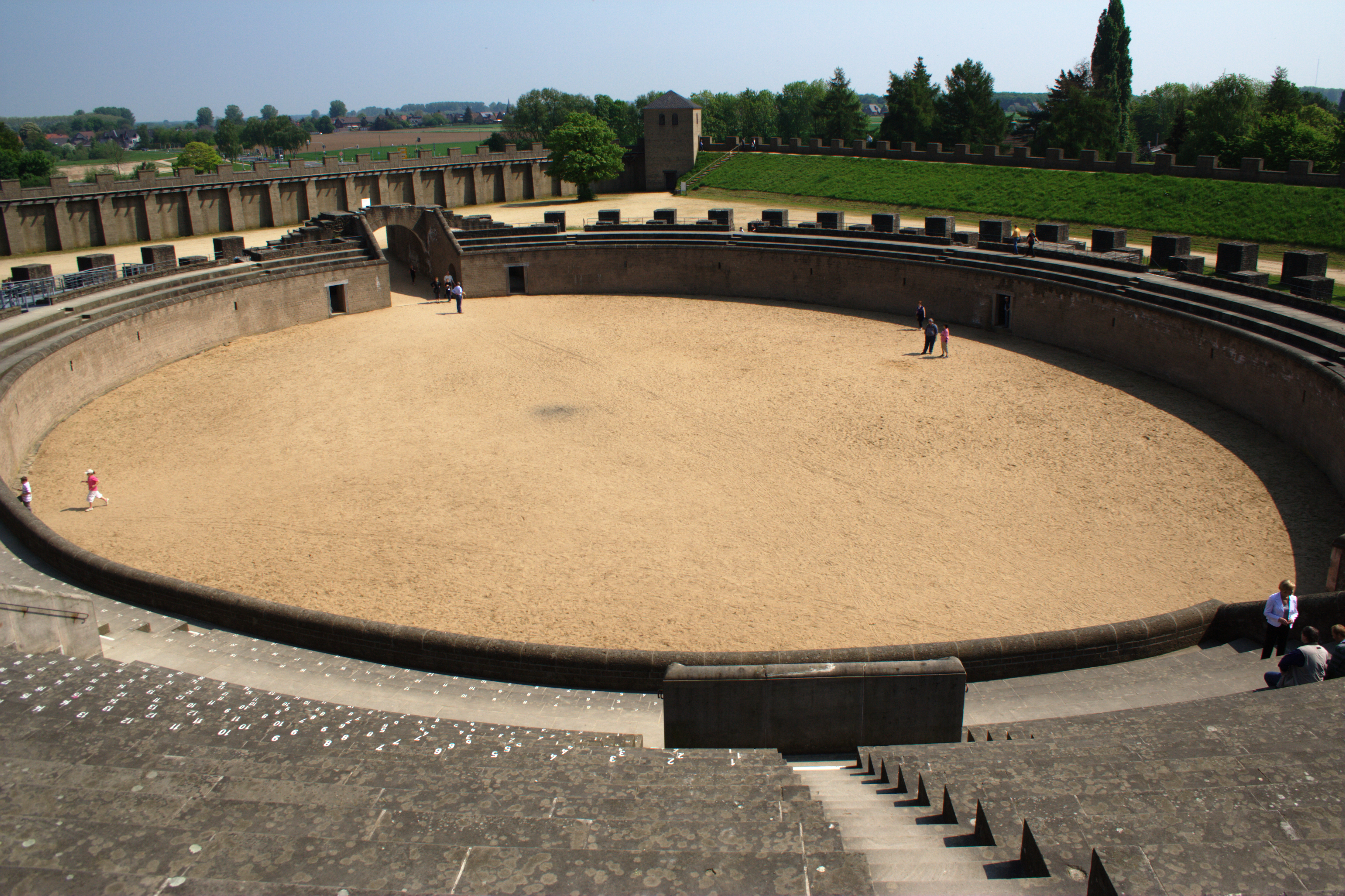
Anfiteatro de Xanten, en Alemania, muy restaurado.

- Tréveris, la antigua Augusta Treverorum. Visible todo su contorno apatatado.
- Xanten, la antigua Colonia Ulpia Traiana (Vetera). Sobre sus restos se alzan gradas nuevas.

### Argelia
- Cherchell, la antigua Iol Caesarea, Mauritaniae.
- Yacimiento de Lambaesis, adyacente a Tazoult-Lambèze.
- Yacimiento de Tipasa en la costa, adyacente a la localidad homónima.

### Austria
- Petronell, la antigua Carnutum. En la Baja Austria, cerca de la frontera con Eslovaquia. Visible su contorno.
- Zollfeld ( Maria Saal ), la antigua Virunum. En Carintia, cerca de la frontera con Eslovenia. Visible todo su contorno, era escuela de gladiadores.

### Croacia

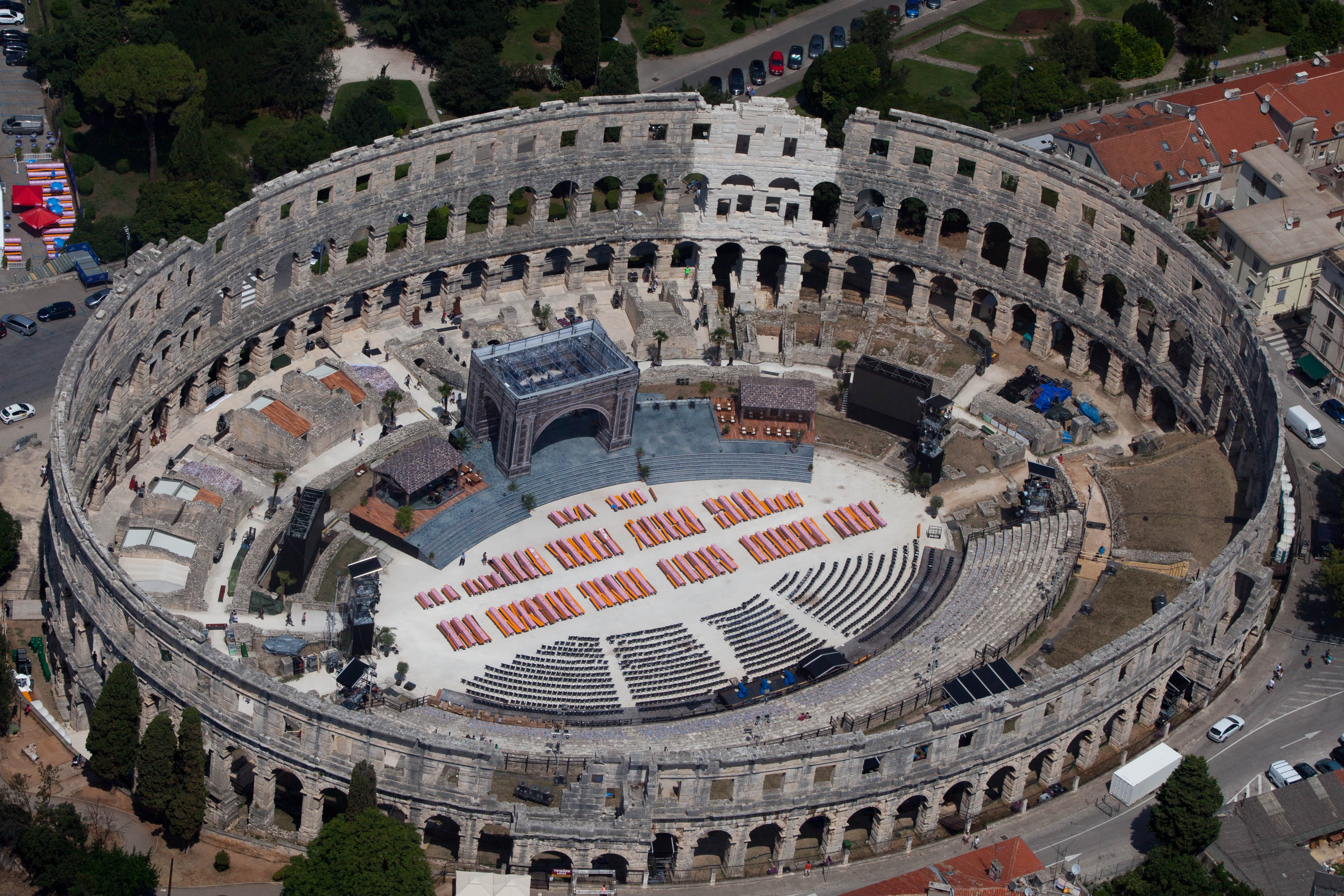
Anfiteatro de Pula, en Croacia.

- Pula (en la península de Istria ) En buen estado y con su alzado.

### España
Forman parte del arte romano en Hispania.
- Cádiz, la antigua Gades. Restos visibles hasta el siglo XVI (grabado de Antón de las Viñas 1567).[2][3]
- Carmona, la antigua Carmo, provincia de Sevilla. Visible todo su contorno.
- Cartagena, la antigua Cartago Nova, actual Cartagena, Región de Murcia, sobre sus restos se alza la antigua plaza de toros.

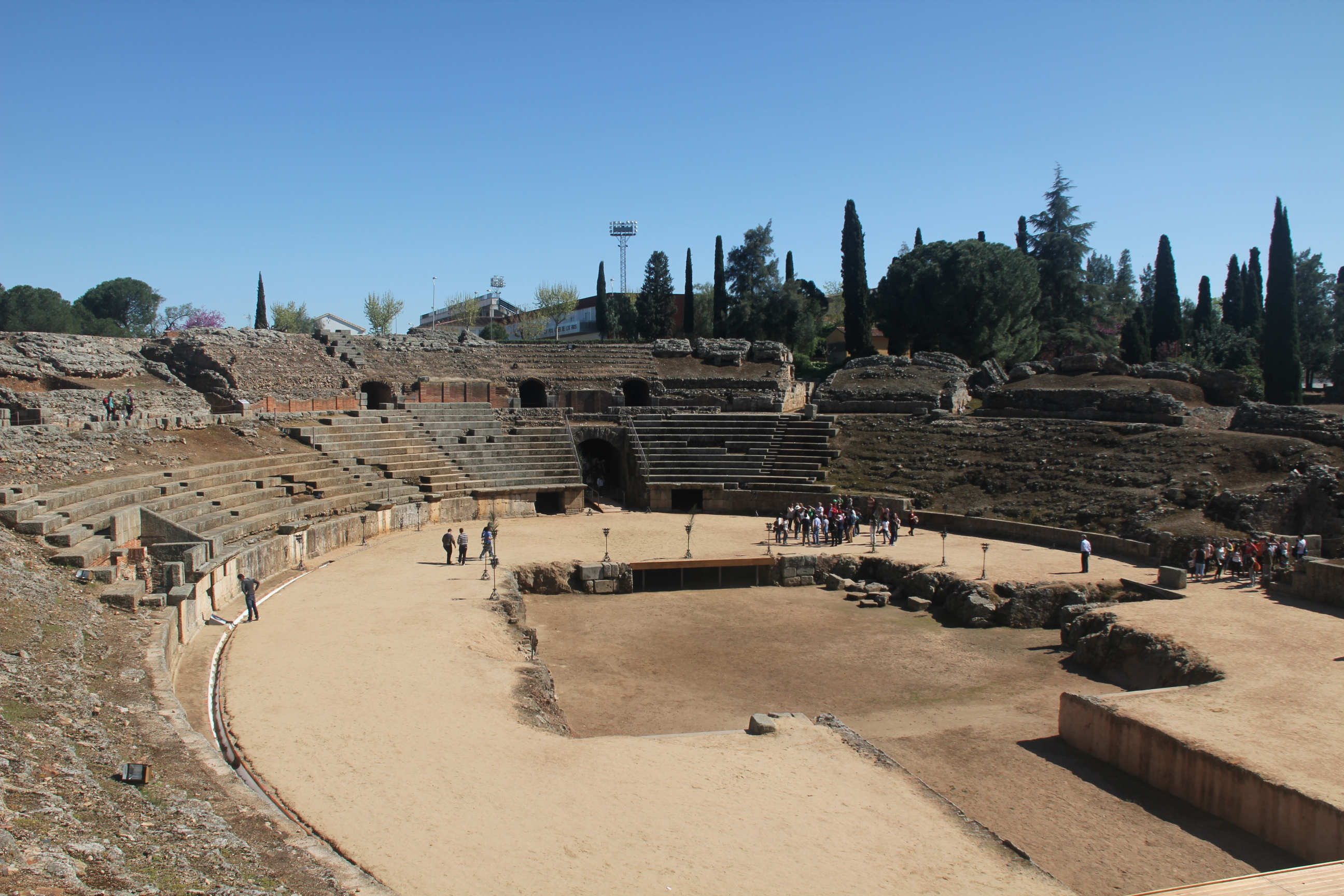
Anfiteatro de Mérida.

- Mérida, la antigua Emérita Augusta, provincia de Badajoz. En buen estado.

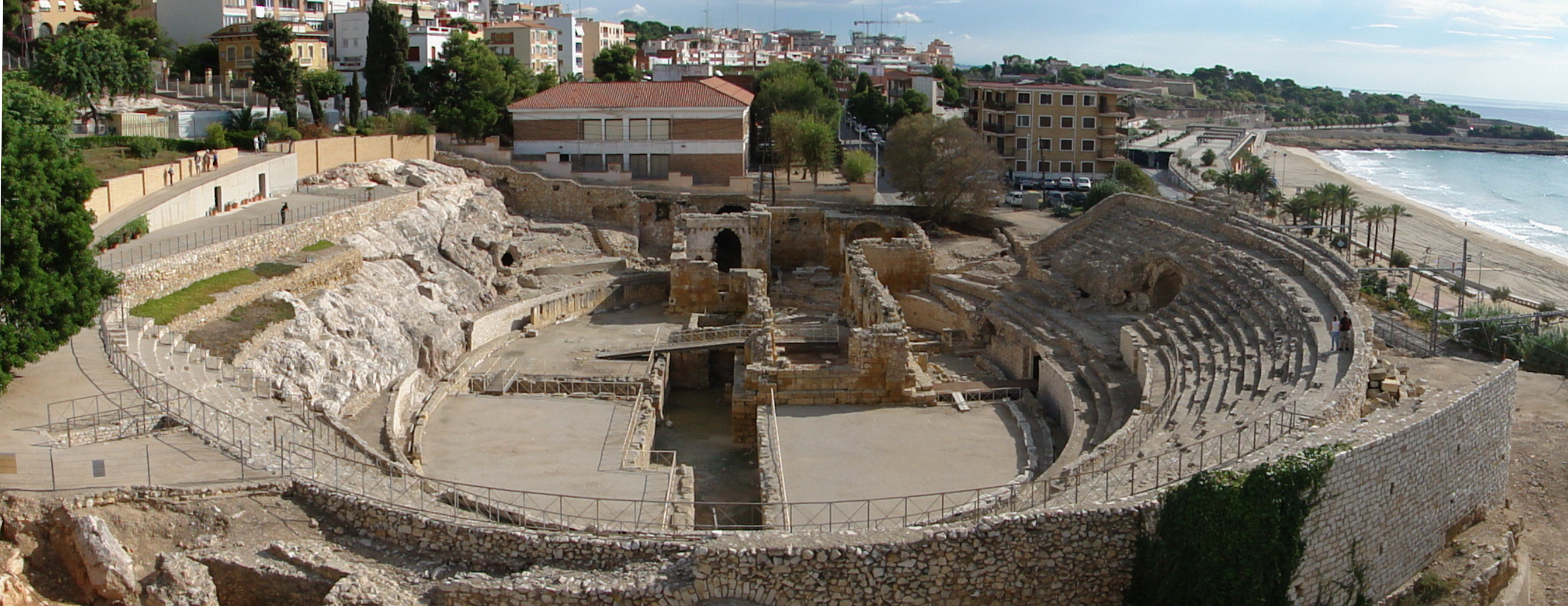
Anfiteatro romano de Tarragona.

- Tarragona, la antigua Tarraco. Tiene restos de una basílica visigoda en la arena.
- Porcuna, la antigua Obulco, provincia de Jaén. En 2017 comenzó la excavación. Su tamaño supera al de Mérida
- Yacimiento de Ampurias en La Escala, provincia de Gerona. Visible todo su contorno.
- Yacimiento de Cáparra cerca de Oliva de Plasencia, provincia de Cáceres. Por excavar aún.
- Yacimiento de Itálica en Santiponce, provincia de Sevilla. En buen estado.
- Yacimiento de Segóbriga cerca de Saelices, provincia de Cuenca.[4]
- Yacimiento de Sisapo cerca de Almodóvar del Campo, provincia de Ciudad Real. La excavación comenzó en 2009.
- Anfiteatro de Córdoba ubicado bajo el actual rectorado de la Universidad, muy expoliado, fue el más grande de Hispania y el tercero más grande del imperio romano.
- Pendiente de confirmar en Lugo.
- Pendiente de confirmar en Elche.
- Yacimiento de León. Tuvo capacidad para unas 15.000 personas.

### Francia

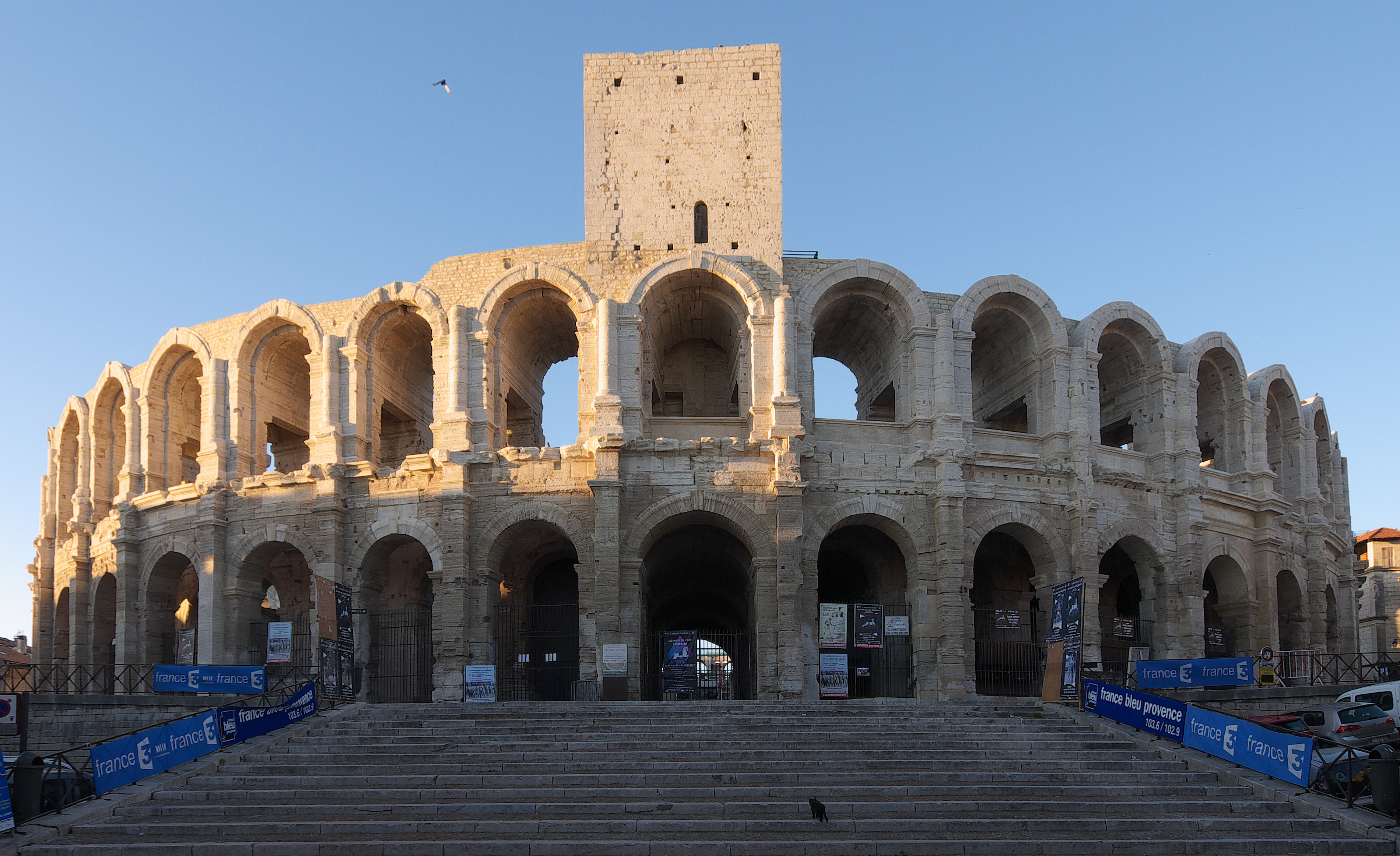
Arenas de Arlés.

- Arlés, la antigua Colonia Julia Paterna Arelate Sextanorum. En buen estado y con su calzado. Arenas de Arlés.
- Burdeos, la antigua Burdigalia. Restos de su calzado, el resto lo conforman viviendas actuales.
- Béziers, la antigua Civitas Urbs Baeterrae. Apenas queda la arena.
- Cimiez, barrio residencial al norte de Niza, la antigua Cemelenum y Nicæa, respectivamente. En buen estado.
- Fréjus, la antigua Forum Julia. En buen estado.
- Grand, la antigua Granum Andesina. Gradas reconstruidas sobre sus cementos( solo la mitad es visible ).
- Lillebonne, la antigua Iuliobona. Queda visible casi toda su cimentación.
- Lyon, la antigua Colonia Copia Claudia Augusta Lugdunum. En buen estado pero solo su mitad.
- Metz, la antigua Divodurum Mediomatricorum. Sobre sus cimientos se levanta la actual estación de ferrocarril de Metz. Fue el más grande de todos los anfiteatros en la Galia romana. Anfiteatro de Metz
- Nimes, la antigua Colonia Nemausus, posteriormente Nemze. En buen estado y con su alzado. Arena de Nimes[5]
- París, la antigua Lutetia Parisorium. Apenas queda la arena. Arenas de Lutecia
- Périgueux, la antigua Petrocori. Parte de sus cementos conformando una rotonda.
- Saintes, la antigua Mediolanum Santonum, posteriormente Sanctone. Visible todo su contorno.
- Senlis, la antigua Augustomagus Selnectensis. Visible todo su contorno.
- Toulouse, la antigua Tolosa. Visible todo su contorno, la arena y algo de sus cementos.
- Tours, la antigua Caesarodunum Civitas Turonorum. Hoy es un barrio circular detrás de la catedral.

### Italia
- Aosta
- Ariminum
- Arretium
- Assisium
- Cagliari
- Capua
- Carsulae
- Hispellum
- Mediolanum
- Mevania
- Nola
- Ocriculum

- Pompeya
- Pozzuoli

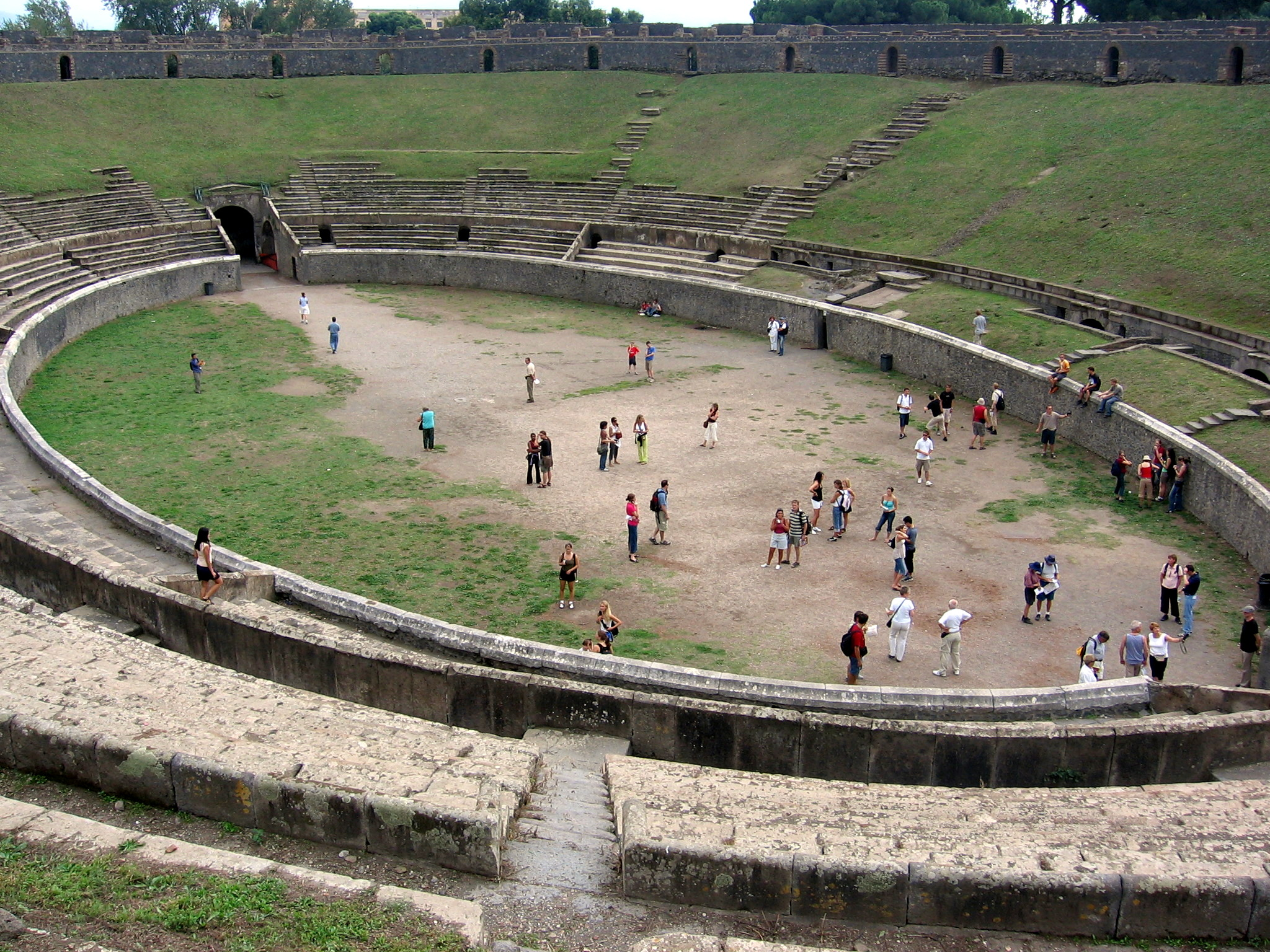
Anfiteatro romano de Pompeya.

- Roma: dos anfiteatros:,el Coliseo y el Anfiteatro Castrense; tampoco se puede olvidar el Ludus Magnus.
- Rusellae
- Suasa (Castelleone di Suasa)
- Spoletium
- Urbs Salvia
- Verona: Arena de Verona

### Libia
- Yacimiento de Cirene
- Yacimiento de Leptis Magna
- Yacimiento de Sabratha

### Marruecos
- Yacimiento de Lixus, cerca de Larache.

### Reino Unido

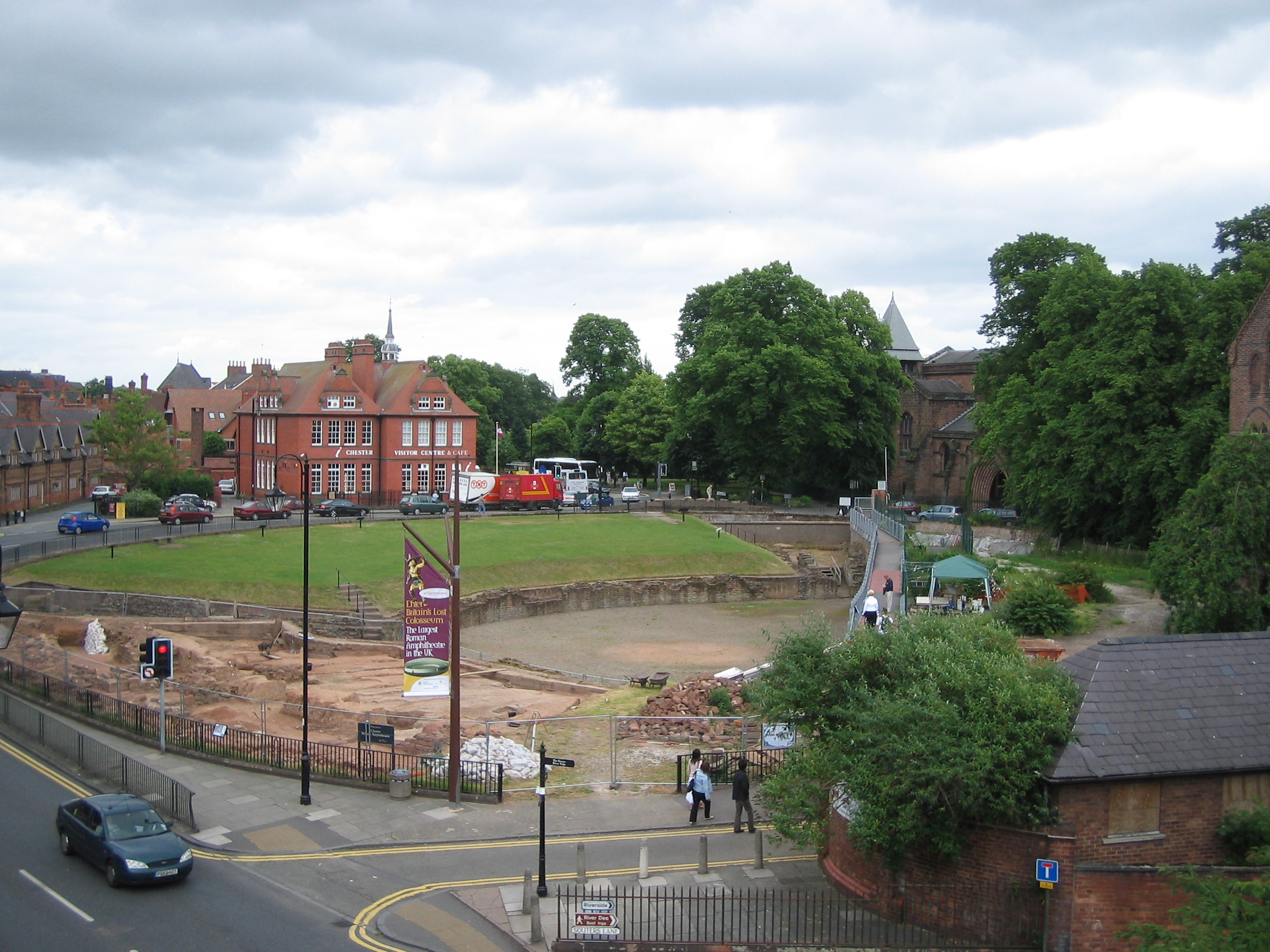
Anfiteatro romano de Deva Victrix, en la actual Chester (Inglaterra).

- Caerleon (Gales), la antigua Isca Silorum. Visible todo su contorno.
- Chester (Inglaterra), la antigua Deva Victrix. Visible algo menos de su mitad.
- Cirencester (Inglaterra), la antigua Corinium. Sus cimientos están cubierto de vegetación.
- Dorchester (Inglaterra), la antigua Durnovaria. Sus cimientos están cubiertos de vegetación.
- Londres (Inglaterra), la antigua Londinium. Visible en parte en la Guildhall Art Gallery.

### Suiza
- Avenches, la antigua Aventicum, distrito de Jura-Nord Vaudois (cantón de Vaud). Visible todo su contorno.
- Windisch, la antigua Vindonissa, distrito de Brugg (cantón de Argovia). Visible todo su contorno.
- Martigny, la antigua Forum Claudii Valesium (cantón de Valais).

### Túnez

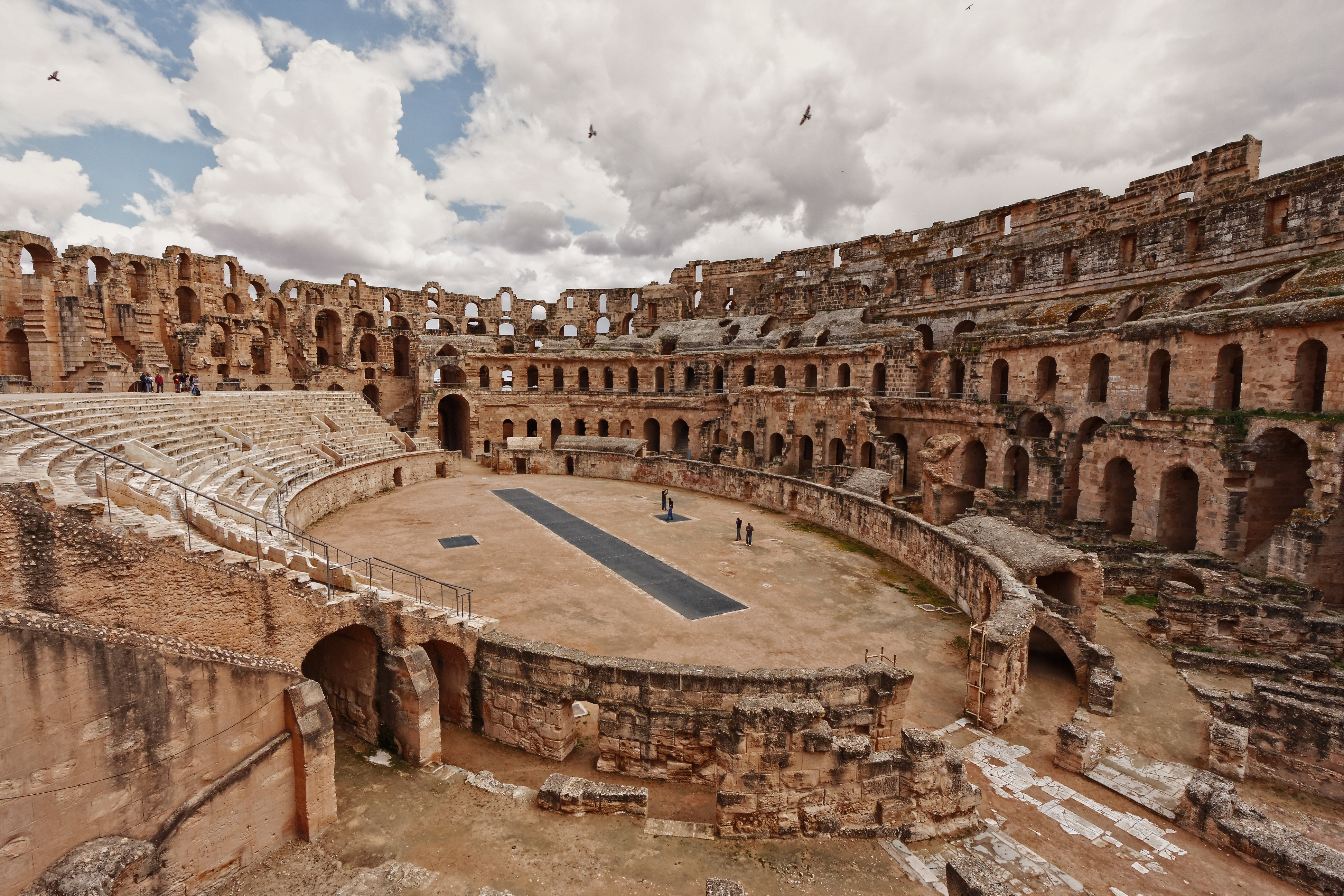
Anfiteatro de El Djem, en Túnez, uno de los mejor conservados.

- El Djem, la antigua Thysdrus. Anfiteatro de El Djem
- Makthar, la antigua Mactar, en la gobernación de Siliana.
- Yacimiento de Cartago, cerca de la capital Túnez.
- Yacimiento de Uthina, cerca de Al Fahs, en la gobernación de Zaghouan.